# Likhu (Dolpa)
Pour les articles homonymes, voir Likhu.
Likhu (en népalais : लिकू) est un comité de développement villageois du Népal situé dans le district de Dolpa. Au recensement de 2011, il comptait 2 206 habitants.